# Sympodium splendens
Sympodium splendens is een zachte koraalsoort uit de familie Xeniidae. De koraalsoort komt uit het geslacht Sympodium. Sympodium splendens werd in 1906 voor het eerst wetenschappelijk beschreven door Thomson & Henderson. 